# Fourrages
Fourrages : revue de l'Association française pour la production fourragère (ook The french journal on grasslands and forages) is een internationaal, aan collegiale toetsing onderworpen wetenschappelijk tijdschrift op het gebied van de veeteelt.
De naam wordt in literatuurverwijzingen meestal afgekort tot Fourrages.